# El Bodón
El Bodón è un comune spagnolo situato nella comunità autonoma di Castiglia e León.